# Louis-Séverin Haller
Louis-Séverin Haller CanReg (* 11. Februar 1895 in La Tour-de-Peilz, Kanton Waadt; † 17. Juli 1987 in Orselina, Kanton Tessin) war römisch-katholischer Abtbischof  von Saint-Maurice. 

## Leben
Louis-Séverin Haller trat 1913 nach dem Besuch des Kollegiums in Saint-Maurice (Collège de l’Abbaye de St. Maurice) der Ordensgemeinschaft der Augustiner-Chorherren in der Abtei Saint-Maurice bei. 1914 legte er die Profess ab und empfing nach theologischen Studien in Rom und St. Maurice am 25. Februar 1920 die Priesterweihe. Haller war zunächst Vikar in Salvan und wurde 1924 Lehrer am italienischen Kollegium Santa Maria in Pollegio. 1927 wurde er Direktor der Handelsschule in Siders. Von 1932 bis 1943 war Haller Lehrer, Kapitelssekretär, Novizenmeister und Prokurator in Saint-Maurice. 
Am 14. Juni 1943 wurde er vom Kapitel zum Abt der Abtei Saint-Maurice gewählt. Papst Pius XII. bestätigte die Wahl am 26. Juni 1943 und ernannte ihn zum Titularbischof von Betlehem. Die Bischofsweihe am 10. August 1943 spendete ihm Erzbischof Filippo Bernardini, Apostolischer Nuntius in der Schweiz; Mitkonsekratoren waren der Bischof von Sitten, Viktor Bieler, und Bischof Angelo Giuseppe Jelmini, Apostolischer Administrator in Lugano. Haller war von 1959 bis 1968 erster Abtprimas der Konföderation der Augustiner-Chorherren. Er war Konzilsvater aller vier Sitzungsperioden des Zweiten Vatikanischen Konzils. Seinem altersbedingten Rücktrittsgesuch wurde 1970 durch Papst Paul VI. stattgegeben. 
Louis-Séverin Haller war Grossprior der Schweizerischen Statthalterei des Ritterordens vom Heiligen Grab zu Jerusalem von 1962 bis 1977.

## Ehrungen
Louis-Séverin Haller wurde mehrfach ausgezeichnet, darunter mit dem Ritterorden der hl. Mauritius und Lazarus und Aufnahme in die Ehrenlegion.